# Saint-Sulpice, Oise

Saint-Sulpice este o comună în departamentul Oise, Franța. În 1 ianuarie 2022 avea o populație de 1.066 de locuitori.